# Décision Alliès
La décision Alliès est une décision du Conseil constitutionnel français, prononcée le 23 juillet 1975, qui énonce que le principe d'égalité fait obstacle à ce que les citoyens poursuivis pour des infractions semblables soient jugés par des juridictions composées différemment et selon le pouvoir discrétionnaire du président du tribunal de grande instance.

## Publications de l'arrêt dans des revues juridiques
- Dalloz 1977, partie Jurisprudence p. 629, note Léo Hamon et G. Levasseur
- JCP 1975, partie II, article 18200, note C. Franck
- AJDA 1976, page 44, note Jean Rivero
- RDP 1975 1975, page 1313, note Loïc Philip et Louis Favoreu.

## Impacts ultérieurs
Depuis la loi du 15 juin 2000, le Code de procédure pénale garantit l'égalité des justiciables devant l'application de la loi en édictant dans son article préliminaire que « les personnes se trouvant dans des conditions semblables et poursuivies pour les mêmes infractions doivent être jugées selon les mêmes règles ».

## Sources bibliographiques
- Jean Pradel et André Varinard, Les Grands Arrêts du droit pénal général, éd. Dalloz, 12e édition, 2021, pages 5 à 45.